# هینز، بدفوردشر
هینز (به انگلیسی: Haynes) یک روستا و محله مدنی در بریتانیا است که در Central Bedfordshire واقع شده‌است. هینز ۱٬۱۹۹ نفر جمعیت دارد.